# DDR-Ringermeisterschaften 1949
1949 wurden erstmals DDR-Meisterschaften im Ringen ausgetragen. Gerungen wurde im griechisch-römischen Stil. Die Wettbewerbe wurden an drei verschiedenen Orten ausgetragen: am 15./16. Oktober in Greiz (Feder- und Mittelgewicht), am 22./23. Oktober in Berlin (Bantam-, Leicht- und Halbschwergewicht) und am 5./6. November in Leipzig (Fliegen-, Welter- und Schwergewicht). Von den acht zu vergebenen Titeln gingen sieben nach Thüringen.

## Ergebnisse
| Klasse            | Platz | Name             | Land      |
| ----------------- | ----- | ---------------- | --------- |
| Fliegengewicht    | 1.    | Erich Hoffmann   | Thüringen |
|                   |       |                  |           |
| Bantamgewicht     | 1.    | Fritz Albrecht   | Thüringen |
|                   |       |                  |           |
| Federgewicht      | 1.    | F. Viehweg       | Sachsen   |
|                   |       |                  |           |
| Leichtgewicht     | 1.    | Helmut Albrecht  | Thüringen |
|                   |       |                  |           |
| Weltergewicht     | 1.    | Hans Schedler    | Thüringen |
|                   |       |                  |           |
| Mittelgewicht     | 1.    | Kurt Hoffmann    | Thüringen |
|                   |       |                  |           |
| Halbschwergewicht | 1.    | Herbert Albrecht | Thüringen |
|                   |       |                  |           |
| Schwergewicht     | 1.    | Adolf Sillmann   | Thüringen |